# Mean Machines
Mean Machines — британский ежемесячный журнал,  посвящённый играм для игровых приставок, который издавался Великобритании компанией EMAP c 1990 года и был разделён на два издания Mean Machines Sega и Nintendo Magazine System в 1992 году.
Mean Machines начал свою историю в октябре 1987 года как рубрика об игровых приставках в журнале Computer and Video Games. Рубрика была посвящена преимущественно платформам Sega Master System и Nintendo Entertainment System. Автору рубрики Джулиану Ригналлу удалось убедить издательство в необходимости создания отдельного журнала посвященного исключительно играм для игровых приставок. EMAP одобрили создание журнала на основе рубрики и выпустили первый номер в 1990 году ограниченным тиражом в 27 000 экземпляров, который был сразу распродан. Тиражи Mean Machines быстро достигли уровня Computer and Video Games. Джулиан Ригналл стал главным редактором нового журнала.
В 1992 году журнал был разделён на посвященный игровым приставкам компании Sega Mean Machines Sega и официально лицензированный Nintendo Nintendo Magazine System, посвященный платформам этой компании. Одним из условий Nintendo было требование чтобы редакции двух журналов находились на разных этажах.
Mean Machines Sega издавался до 1997 года и был поглащен изданием Sega Saturn Magazine. Nintendo Magazine System был переименован в Official Nintendo Magazine продолжал издаваться до 2014 года. Последним журналом под брендом Mean Machines был Mean Machines PlayStation появившийся в 1996 году и просуществовавший всего 6 выпусков.
Журнал Retro Gamer назвал Mean Machines одним из десяти журналов определивших индустрию видеоигр во всём мире.